# Sarbāz
Sarbāz (in farsi: سرباز , Sarbāz) è un villaggio dello shahrestān di Sarbaz, circoscrizione di Sarbaz, nella provincia di Sistan e Baluchistan nel sudest dell'Iran.
Il villaggio è attraversato dall'omonimo fiume Sarbaz, che sbocca nel vicino Oceano Indiano nella zona nota come Golfo di Oman.
Il villaggio è collegato alla statale 95 iraniana dalla strada Sarbaz-Suran road, che passa nei pressi del confine con il Pakistan conducendo alle città di Zaboli e di Suran.

## Storia
Il villaggio divenne famoso per l'attentato dell'ottobre del 2009 contro i Pasdaran , che uccise sette comandanti delle Guardie della Rivoluzione.

## Clima, flora, fauna, orografia
La valle del fiume Sarbaz si trova su un altopiano fluviale, delimitato da montagne desertiche. Nelle zone irrigate il territorio è piuttosto verdeggiante con aree dove crescono la palma da datteri e altre coltivazioni. Una specie caratteristica è il coccodrillo dal muso corto, una tra le rare specie di fauna selvaggia.